# Antonio Cermisone

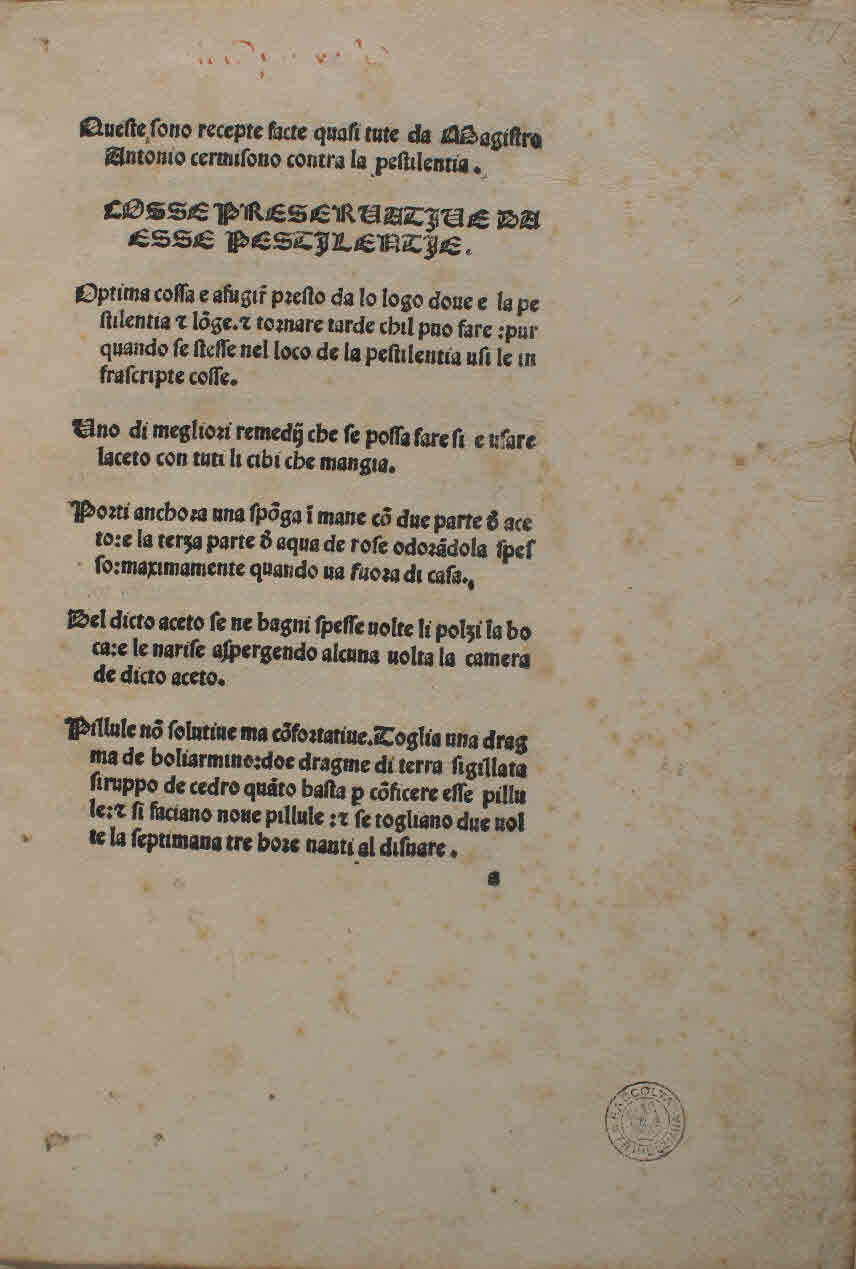
Ricette contro la pestilenza

Antonio Cermisone (Padova, seconda metà del XIV secolo – Padova, settembre 1441) è stato un medico italiano.

## Biografia
Di origine ebraica e figlio del condottiero Bartolomeo Cermisone detto Bartolomeo da Parma, fu docente presso le Università di Padova, Firenze e Pavia. Autore di diversi trattati di medicina, ha ottenuto il dottorato in arte nel 1387, e in medicina nel 1390. Le sue opere compaiono anche in volumi miscellanei.
Suo allievo fu Saladino Ferro, ascolano, autore di un "Discorso di Peste".

## Opere
- Consiglio per preservare della peste Napoli, 1475
- Ricette contro la pestilenza, Milano, Christoph Valdarfer, [1483-1484].
- Tractatum de tyriaca, 1498 (Bonetto Locatello)
- Queste sono recepte facte quasi tutte da magistro Antonio Cermisono contro la pestilentia. Mediolani, per Ludouicum de Bebulco, 1512. Die xxi. Aprilis
- Consilia Cermisoni, Consilia gentilis. Recepte gentilis de febribus. Tractatulus de balneis gentilis. Tractatum de tyriaca Francisci caballi. Venetiis: [Ottaviano Scoto]
- Recepte Gentilis de febribus
- Tractatulus de Balneis gentilis
- Recollectae de urinis